# 毒性等量
毒性等量（どくせいとうりょう、TEQ (Toxicity Equivalency Quantity または Toxic Equivalents の略)）とは、異性体によって毒性の異なるダイオキシン類の毒性を 2,3,7,8-テトラクロロジベンゾ-1,4-ジオキシン (2,3,7,8-TCDD) に置き換えて示すものである。

## 概要
ダイオキシン類は異性体によって毒性が異なるため、測定値そのままでは毒性の評価をすることが出来ない。
そのため、もっとも研究が進んでいる 2,3,7,8-TCDD（2,3,7,8-テトラクロロジベンゾ-1,4-ジオキシン）の毒性を1とした係数（毒性等価係数、TEF (Toxicity Equivalency Factors)）を実測濃度に掛けた数値の合計を毒性等量という。
毒性等量の数値だけでなく、各異性体の量や割合を観察することによって汚染原因を突き止めることができる場合もある。